# الخراج (إربد)
الخراج قرية تقع غربي محافظة إربد وتتبع إداريًا لواء الوسطية، بلغ عدد سكانها 4319 نسمة وفقًا لتعداد عام 2019.